# Lyman Hall
Pour les articles homonymes, voir Hall.
 (octobre 2019).
Si vous disposez d'ouvrages ou d'articles de référence ou si vous connaissez des sites web de qualité traitant du thème abordé ici, merci de compléter l'article en donnant les références utiles à sa vérifiabilité et en les liant à la section « Notes et références ».
Lyman  Hall (né le 12 avril 1724 et mort le 19 octobre 1790), est l'un des Pères fondateurs des États-Unis, signataire de la Déclaration d'indépendance des États-Unis en tant que représentant de l'État de Géorgie.

## Biographie

### Jeunesse et famille
Né à Wallingford (Connecticut), le 12 avril 1724, Lyman Hall est le fils de John Hall et Mary Street. Son grand-père paternel, John Hall (1670-1730), était membre du Conseil du Gouverneur et juge à la Cour suprême de la colonie. Son grand-père maternel était le Révérend Samuel Street (Harvard 1664), premier pasteur de Wallingford (Connecticut).
Hall est licencié de Yale College en 1747 puis étudie la théologie avec son oncle, le Révérend Samuel Hall (1695-1776; Yale 1716) à Cheshire (Connecticut). En 1749, il est appelé à la chaire de la paroisse de Stratfield (maintenant Bridgeport (Connecticut). Son pastorat est orageux : un groupe de paroissiens s'oppose à son ordination ; en 1751, il est congédié pour fautes concernant sa moralité, selon l'une de ses biographie, « avérées par des preuves et selon son propre aveu ». Il continue de prêcher pendant deux années, assurant l'intérim de certaines chaires alors qu'il étudie la médecine et enseigne dans une école.
En 1752, il épouse Abigail Burr de Fairfield (Connecticut) qui décède l'année suivante. En 1757, il épouse Mary Osborne. Il se rend en Caroline du Sud et s'y établit comme médecin à Dorchester (Caroline du Sud), près de Charleston, une communauté établie par des migrants venant de Dorchester quelques décennies auparavant. Lorsque ces colons se déplacèrent vers le District de Midway -- aujourd'hui comté de Liberty – en Géorgie, le Dr Hall les accompagne et devient bientôt un membre éminent de la ville nouvellement fondée de Sunbury.

### Révolution américaine
À l'aube de la guerre d'indépendance américaine, la paroisse de St. John, dont fait partie Sunbury, est le foyer d'un sentiment radical, alors que le reste de la jeune colonie est en majorité loyaliste. Bien que la Géorgie n'a initialement pas participé au premier Congrès continental, grâce à l'influence de Hall, la paroisse se décide à envoyer un délégué – Hall lui-même – à Philadelphie pour prendre part au second Congrès continental. Il obtient un siège au Congrès en 1775 et le conserve jusqu'en 1780. Il est l'un des trois Géorgiens à signer la Déclaration d'indépendance des États-Unis.
En janvier 1779, Sunbury est brûlée par les Britanniques. La famille de Hall fuit vers le Nord, où elle reste jusqu'au départ des Britanniques en 1782. Hall retourne ensuite en Géorgie, s'installant à Savannah. En janvier 1783, il est élu gouverneur de Géorgie — poste qu'il occupe une année. Pendant son mandat, Hall recommande la création d'une université d'État, persuadé que l'éducation, particulièrement l'éducation religieuse, permettra l'avènement de citoyens plus vertueux. Ses efforts permettent la fondation de l'Université de Géorgie en 1785. À la fin de son mandat de gouverneur, il reprend son cabinet médical.

### Fin de vie
En 1790, Hall se retire dans une plantation dans le Comté de Burke, sur la frontière de la Caroline où il meurt le 19 octobre à l'âge de 67 ans. La veuve de Hall, Mary Osborn, lui survivra jusqu'en novembre 1793. Son fils unique, John, meurt peu après sans descendance. Ses restes sont enterrés sous le Monument des Signataires.